# Scania-Vabis L36
Scania-Vabis L36 är en lastbil, tillverkad av den svenska biltillverkaren Scania-Vabis mellan 1964 och 1968.

## Scania-Vabis L36
I början av 1960-talet hade Scania-Vabis lastbilar vuxit sig så stora att de inte längre passade för lättare distributionskörningar. Hösten 1964 presenterades därför en mindre modell, L36. Den hade en fyrcylindrig motor som även såldes med turbo. Den korta motorn gjorde att den normalbyggda hytten kunde placeras ovanligt långt fram. Bilen hade en lastförmåga på 5 till 6 ton och hade tvåkrets tryckluftsbromsar.

## Motorer
| Modell    | Årsmodell | Motor                   | Cylindervolym | Effekt | Bränslesystem |
| --------- | --------- | ----------------------- | ------------- | ------ | ------------- |
| L36       | 1964-68   | D5: 4-cyl radmotor ohv  | 5193 cm³      | 95 hk  | Dieselmotor   |
| L36 Super | 1964-68   | DS5: 4-cyl radmotor ohv | 5193 cm³      | 120 hk | Turbodiesel   |